# Love Sex Magic
Love Sex Magic is een single van Ciara. Het is in samenwerking met popzanger Justin Timberlake. Het is een popgeoriënteerde R&B-song met dancepopinvloeden.

## Achtergrond
Op 16 november 2008 bevestigde Ciara in WildJam '08 dat een van de redenen waarom haar album zou worden vertraagd te wijten was aan haar gelegenheid om te werken in de studio met Justin Timberlake. In Duitsland heeft de demo van het lied met als titel Magic in de top 50 weten te komen als gevolg van veel airplay.

## Hitlijsten
In het ene land was het succes groter dan in het andere land. Bijvoorbeeld in Frankrijk, Duitsland, Canada, Verenigd Koninkrijk kwam het in de top tien en drong soms door tot de top vijf. In Nederlandse Top 40 bereikte het nummer de 26ste positie en verdween na vier weken uit de lijst.